# Großer Bergpreis von Deutschland 1930

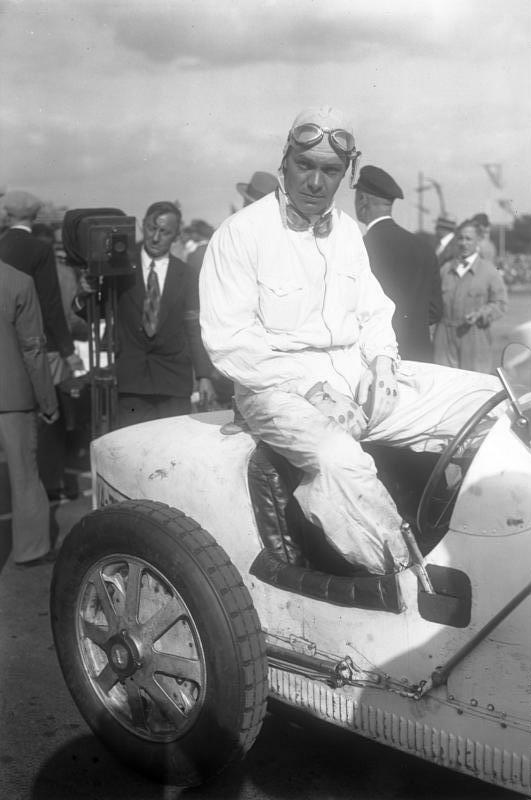
Sieger bei den großen Rennwagen: Heinrich-Joachim von Morgen (hier 1928)

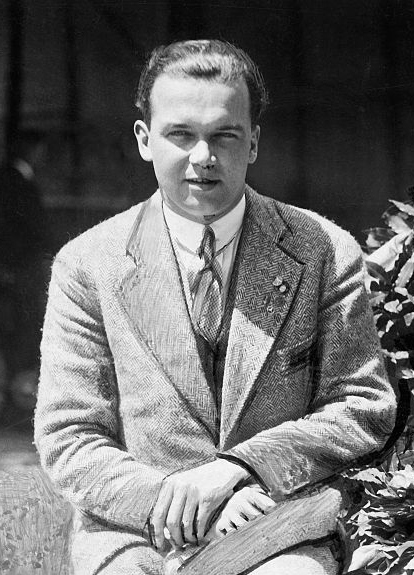
Sieger und Tagesschnellster bei den Sportwagen: Rudolf Caracciola (hier 1928)

Der Große Bergpreis von Deutschland 1930 (auch A.D.A.C. Bergrekord 1930) wurde am 17. August 1930 im Rahmen des Freiburger Bergrennens ausgetragen. Er war als offenes internationales Bergrennen für Motorräder und internationales Bergrennen für Automobile im Rahmen der Europa-Bergmeisterschaft 1930 ausgeschrieben. Zu den Rennen für Motorräder, die nach Statuten der FICM veranstaltet wurden, traten etwa 90 Fahrer an.
Als Strecke diente die 12 km langen Schauinsland-Höhenstraße zwischen Freiburg-Günterstal und der Schauinsland-Passhöhe. Der Höhenunterschied zwischen Start und Ziel betrug ca. 800 m. Die Veranstaltung fand unter schlechten Wetterbedingungen statt und lockte am Renntag etwa 60.000 Zuschauer an.
Die Stadt Freiburg lobte für die beste Zeit aller Fahrer einen Ehrenpreis aus. Für die beste Zeit aller Motorräder wurden 3000 Reichsmark (entspricht heute ca. 13.300 Euro), für die beste Zeit jeder Klasse sind 300 Reichsmark (heute ca. 1.300 Euro) sowie ein Zuschlag von weiteren 700 Reichsmark (heute ca. 3.100 Euro) für die beste Zeit innerhalb der Kategorie ausgesetzt. Außerdem wurden für Erfolge und Bestzeiten verschiedene ADAC-Becher und -Medaillen verliehen.
Die beste Zeit des Tages unter allen Startern (Motorräder und Automobile) und gleichzeitig einen neuen Streckenrekord erreichte der Brite Tom Bullus auf 500-cm³-NSU mit 9 Minuten und 19,3 Sekunden, was einer Durchschnittsgeschwindigkeit von 77,20 km/h entspricht. Er verbesserte damit den Vorjahresrekord von Huldreich Heusser um 24,9 Sekunden.
In der Sportwagen-Kategorie siegte Rudolf Caracciola auf Mercedes-Benz. Er fuhr mit 9 Minuten und 38 Sekunden die beste Zeit aller Sportwagen und gleichzeitig neuen Rekord in dieser Klasse.
Für den Lauf der großen Rennwagen war im Vorfeld ein Duell zwischen Hans Stuck auf Austro-Daimler und dem Monegassen Louis Chiron erwartet worden. Jedoch trat Chiron trotz Nennung nicht an, da ihm angeblich kein Wagen zur Verfügung gestanden hatte. Stuck hatte im Lauf der Rennwagen über 2000 und bis 8000 cm³ Hubraum Pech: der Motor seines Wagens blockierte kurzzeitig, was ihn
wertvolle Zeit kostete und schließlich hinter dem Sieger Heinrich-Joachim von Morgen (Bugatti) Rang zwei einbrachte.

## Ergebnisse

### Motorräder
| # | Fahrer        | Maschine   | Zeit         | Durchschnitts- geschwindigkeit |
| - | ------------- | ---------- | ------------ | ------------------------------ |
| 1 | Arthur Geiss  | DKW        | 10.29,6 min  | 68,61 km/h                     |
| 2 | Otto Kohfink  | Montgomery | + 15,6 s     | 66,96 km/h                     |
| 3 | Karl Frentzen | UT-J.A.P.  | + 50,4 s     | 63,53 km/h                     |
| 4 | H. Thomman    | UT-J.A.P.  | + 1.09,0 min | 61,84 km/h                     |

| # | Fahrer             | Maschine  | Zeit        | Durchschnitts- geschwindigkeit |
| - | ------------------ | --------- | ----------- | ------------------------------ |
| 1 | Reunier 1          | Velocette | 10.08,4 min | 71,01 km/h                     |
| 2 | Ernst Hänni        | Condor    | + 0,8 s     | 70,91 km/h                     |
| 3 | Adam               | Victoria  | + 19,8 s    | 62,77 km/h                     |
| 4 | Guglielmo Sandri   | A.J.S.    | + 24,8 s    | 62,32 km/h                     |
| 5 | Heiner Fleischmann | Triumph   | + 28,8 s    | 61,96 km/h                     |
| 6 | Lando 2            | Velocette | + 39,8 s    | 61,00 km/h                     |

| # | Fahrer      | Maschine    | Zeit       | Durchschnitts- geschwindigkeit |
| - | ----------- | ----------- | ---------- | ------------------------------ |
| 1 | Tom Bullus  | NSU         | 9.19,6 min | 77,20 km/h                     |
| 2 | Paul Oilter | Motosacoche | + 18,4 s   | 74,74 km/h                     |
| 3 | Toni Ulmen  | NSU         | + 29,8 s   | 73,29 km/h                     |
| 4 | Arthur Dom  | Standard    | + 35,6 s   | 72,58 km/h                     |
| 5 | Sepp Zuber  | Condor      | + 46,2 s   | 71,31 km/h                     |
| 6 | Ulfter      | Condor      | + 50,4 s   | 70,82 km/h                     |

| # | Fahrer        | Maschine | Zeit         | Durchschnitts- geschwindigkeit |
| - | ------------- | -------- | ------------ | ------------------------------ |
| 1 | Gugolz        | Sunbeam  | 9.57,0 min   | 72,36 km/h                     |
| 2 | Paul Rüttchen | NSU      | + 7,4 s      | 71,48 km/h                     |
| 3 | Binz          | Douglas  | + 14,8 s     | 70,61 km/h                     |
| 4 | Heinichen     | BMW      | + 1.01,4 min | 65,61 km/h                     |
| 5 | Wachter       | Neander  | + 1.04,8 min | 65,28 km/h                     |
| 6 | Scherer       | A.J.S.   | + 1.17,6 min | 64,04 km/h                     |

| # | Fahrer                   | Maschine   | Zeit        | Durchschnitts- geschwindigkeit |
| - | ------------------------ | ---------- | ----------- | ------------------------------ |
| 1 | Hoefle / unbekannt       | Victoria   | 11.50,4 min | 60,81 km/h                     |
| 2 | Hermann Lang / unbekannt | Standard   | + 12,8 s    | 59,73 km/h                     |
| 3 | Winkhart / unbekannt     | Norton     | + 19,2 s    | 59,21 km/h                     |
| 4 | Grell / unbekannt        | New Hudson | + 30,0 s    | 58,35 km/h                     |

| # | Fahrer                   | Maschine | Zeit      | Durchschnitts- geschwindigkeit |
| - | ------------------------ | -------- | --------- | ------------------------------ |
| 1 | Hermann Lang / unbekannt | Standard | 10.47 min | 66,77 km/h                     |
| 2 | Otto Ley / unbekannt     | Triumph  | + 31 s    | 63,72 km/h                     |

### Automobile
| # | Fahrer      | Wagen | Zeit       | Durchschnitts- geschwindigkeit |
| - | ----------- | ----- | ---------- | ------------------------------ |
| 1 | Hans Simons | DKW   | 12.17 min  | 58,62 km/h                     |
| 2 | Bach        | BMW   | + 15 s     | 57,45 km/h                     |
| 3 | Herwig      | BMW   | + 1.08 min | 53,66 km/h                     |

| # | Fahrer       | Wagen   | Zeit       | Durchschnitts- geschwindigkeit |
| - | ------------ | ------- | ---------- | ------------------------------ |
| 1 | Roger Boucly | Salmson | 11.21 min  | 63,43 km/h                     |
| 2 | Schneider    | Derby   | + 52 s     | 58,94 km/h                     |
| 3 | Berger       | Mathis  | + 1.47 min | 54,82 km/h                     |

| # | Fahrer      | Wagen   | Zeit      | Durchschnitts- geschwindigkeit |
| - | ----------- | ------- | --------- | ------------------------------ |
| 1 | Heinz Risse | Bugatti | 12.29 min | 57,68 km/h                     |

| # | Fahrer | Wagen   | Zeit      | Durchschnitts- geschwindigkeit |
| - | ------ | ------- | --------- | ------------------------------ |
| 1 | Kurz   | Bugatti | 12.21 min | 58,30 km/h                     |

| # | Fahrer                   | Wagen   | Zeit     | Durchschnitts- geschwindigkeit |
| - | ------------------------ | ------- | -------- | ------------------------------ |
| 1 | Eckart von Kalnein       | Bugatti | 9.49 min | 73,34 km/h                     |
| 2 | Ernst Günther Burggaller | Bugatti | + 5 s    | 72,72 km/h                     |

| # | Fahrer            | Wagen         | Zeit       | Durchschnitts- geschwindigkeit |
| - | ----------------- | ------------- | ---------- | ------------------------------ |
| 1 | Rudolf Caracciola | Mercedes-Benz | 9.38 min   | 74,74 km/h                     |
| 2 | Trefz             | Stoewer       | + 4.05 min | 52,49 km/h                     |

| # | Fahrer                 | Wagen   | Zeit      | Durchschnitts- geschwindigkeit |
| - | ---------------------- | ------- | --------- | ------------------------------ |
| 1 | Hermann zu Leiningen   | Bugatti | 10.08 min | 71,05 km/h                     |
| 2 | Kurt C. Volkhart       | Bugatti | + 3 s     | 70,70 km/h                     |
| 3 | Max von Arco-Zinneberg | Amilcar | + 26 s    | 68,14 km/h                     |
| 4 | Rudolf Steinweg        | Amilcar | + 33 s    | 67,39 km/h                     |

| # | Fahrer       | Wagen   | Zeit     | Durchschnitts- geschwindigkeit |
| - | ------------ | ------- | -------- | ------------------------------ |
| 1 | Hans Stuber  | Bugatti | 9.38 min | 74,74 km/h                     |
| 2 | Juan Zanelli | Bugatti | + 5 s    | 74,01 km/h                     |

| # | Fahrer                      | Wagen          | Zeit     | Durchschnitts- geschwindigkeit |
| - | --------------------------- | -------------- | -------- | ------------------------------ |
| 1 | Heinrich-Joachim von Morgen | Bugatti        | 9.23 min | 76,73 km/h                     |
| 2 | Hans Stuck                  | Austro-Daimler | + 5 s    | 76,06 km/h                     |
| 3 | Maximilian zu Hardegg       | Steyr          | + 50 s   | 70,47 km/h                     |

## Verweise